# João Evangelista Pimentel Lavrador
João Evangelista Pimentel Lavrador (Mira, Mira, 18 de fevereiro de 1956) é um bispo católico português, atual Bispo de Viana do Castelo.

## Biografia

### Presbiterado
Frequentou o Seminário de Buarcos e o Seminário Menor da Figueira da Foz. Entrou para o Seminário Maior de Coimbra em 1972. Terminou o curso de Teologia em 1980 e nos anos seguintes até 1984 colaborou na paróquia de Pombal e deu aulas de Educação Moral e Religiosa Católica nas escolas desta cidade.
Foi ordenado presbítero a 14 de junho de 1981 na Sé Nova de Coimbra. Ficou responsável pelo Secretariado Diocesano da Pastoral Juvenil e foi assistente regional do CNE. Obteve a licenciatura canónica em Teologia Dogmática pela Universidade Pontifícia de Salamanca (1990), com a tese "O Laicado no Magistério dos Bispos Portugueses, a partir do Vaticano II".  É professor de Teologia Dogmática no ISET de Coimbra desde 1991, ano em que foi nomeado reitor do Seminário Maior de Coimbra, cargo que ocupou até 1997. Posteriormente doutorou-se em 1993 com a dissertação "Pensamento Teológico de D. Miguel da Annunciação - Bispo de Coimbra (1741-1779) e renovador da Diocese". Em 1998 foi nomeado capelão do Carmelo de Santa Teresa de Coimbra e em 1999 foi nomeado cónego da Sé de Coimbra e do Colégio de Consultores e passou a ocupar o cargo de secretário da Comissão Episcopal das Comunicações Sociais. 

### Episcopado
Foi nomeado para bispo auxiliar do Porto em 7 de maio de 2008 pelo Papa Bento XVI, e bispo titular de Luperciana. A ordenação episcopal decorreu na Sé Nova de Coimbra a 29 de junho, tendo como bispo presidente, Albino Mamede Cleto e como bispos co-ordenantes, Manuel José Macário do Nascimento Clemente e João Alves. Escolheu para seu lema episcopal: "Tu Segue-Me" (Jo 21,22).
Integra a Comissão Episcopal da Cultura, Bens Culturais e Comunicações Sociais e a Comissão Episcopal da Missão e Nova Evangelização como vogal para o triénio de 2011/2014.
No dia 29 de setembro de 2015 foi nomeado Bispo Coadjutor de Angra do Heroísmo, na Região Autónoma dos Açores. Tomou posse a 29 de novembro de 2015.
No dia 15 de março de 2016, após, D. António de Sousa Braga ter completado os 75 anos, conforme o direito canónico, D. João Lavrador sucedeu-lhe no governo da diocese.
Em 21 de Setembro de 2021 foi nomeado Bispo de Viana do Castelo pelo Papa Francisco, deixando assim o governo da Diocese açoriana. Tomou posse do cargo a 27 de Novembro de 2021 e fez entrada solene na Diocese de Viana de Castelo no dia seguinte. 